# DC++
DC++ is een vrij computerprogramma waarmee bestanden kunnen worden gedeeld via de peer-to-peernetwerken Direct Connect en Advanced Direct Connect (ADC).
De oorspronkelijke client voor het NMDC-protocol was NeoModus Direct Connect. Dit programma had echter beperkte mogelijkheden. DC++ werd ontwikkeld als opensourcealternatief (in C++) voor NMDC. Tegenwoordig wordt het ADC-protocol door de ontwikkelaars van DC++ gepromoot als verbetering van het NMDC-protocol.

## Forks

DC++ en de software die ervan afgeleid is (forks)

DC++ kent veel forks, nieuwe softwareprojecten gebaseerd op de broncode van DC++.